# Kazimierz Janota-Bzowski
Kazimierz Janota Bzowski herbu Nowina (ur. 6 marca 1792 w Gruszowie, zm. 26 maja 1862 w Krakowie) – polski szlachcic, oficer wojsk Księstwa Warszawskiego, ziemianin galicyjski.

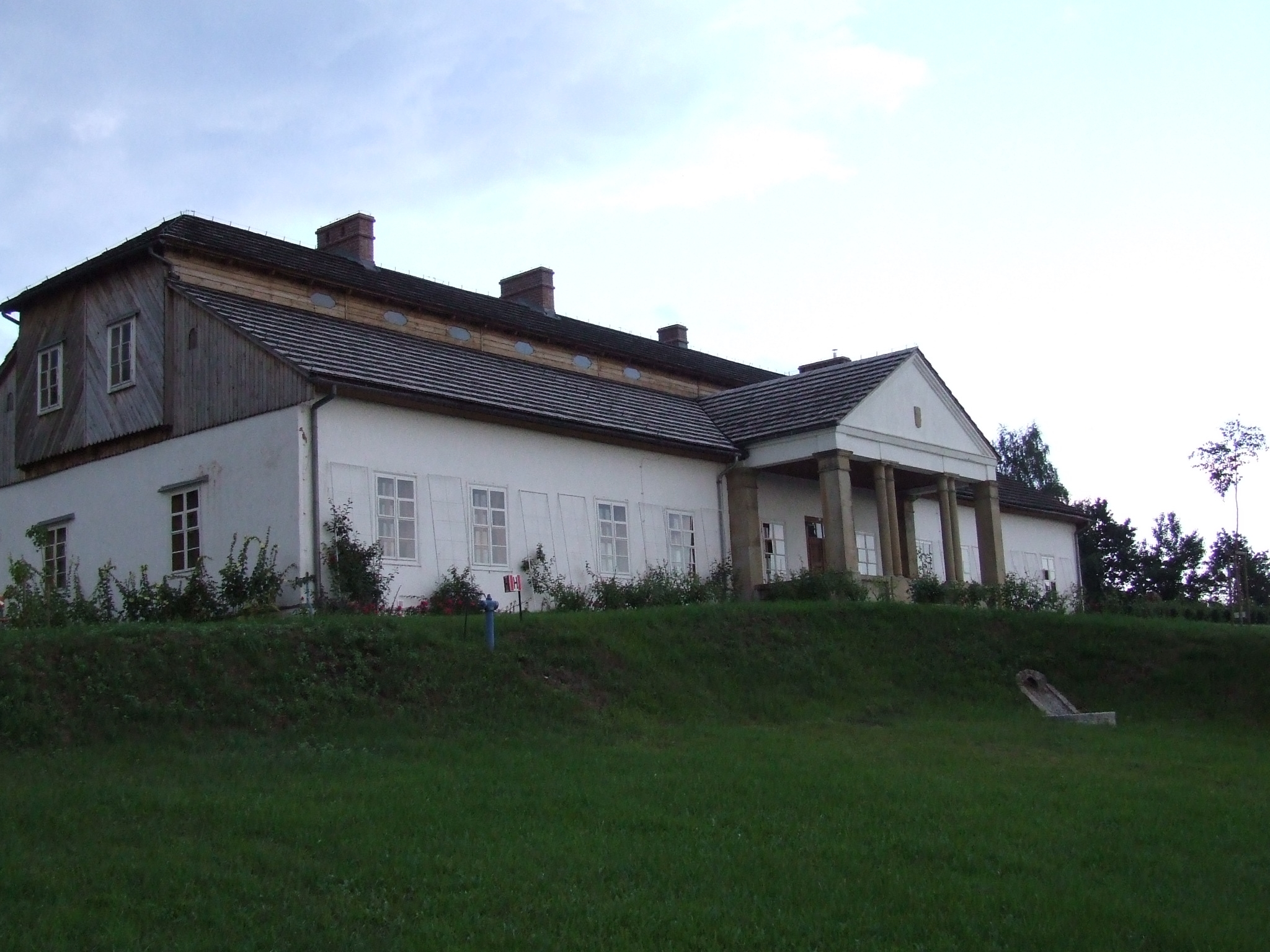
Dwór Bzowskich z Drogini w skansenie w Wygiełzowie

## Życiorys
Urodził się w rodzinnym majątku niedaleko Dąbrowy Tarnowskiej jako syn Hiacynta (Jacka) Janoty Bzowskiego i Salomei z Zawadzkich. Miał dwóch braci: Andrzeja i Cypriana oraz siostrę Teofilę. Gniazdem rodowym Bzowskich była wieś Bzów w dawnym powiecie lelowskim na Wyżynie Krakowsko-Częstochowskiej (od 1975 r. dzielnica Zawiercia), gdzie byli notowani jako szlachta zagrodowa już w XIV w. Ich dwuczłonowe nazwisko wywodzi się od pierwszego znanego przodka tej rodziny Jana z Bzowa, zwanego Janotą.
W młodości wstąpił do wojska. Był oficerem (rotmistrzem) w armii Księstwa Warszawskiego, adiutantem księcia Józef Poniatowskiego, uczestnikiem bitwy pod Lipskiem. Po upadku Księstwa Warszawskiego w 1815 r. wystąpił z wojska i zajął się gospodarką w odziedziczonym po ojcu majątku w Gruszowie. W roku 1817 został wybrany do Stanów Galicyjskich i brał odtąd czynny udział w życiu społecznym prowincji.
W 1819 ożenił się z hrabiną Marianną Dąbską (Dąmbską) herbu Godziemba, która wniosła mu w posagu majątek wraz z dworem w Drogini. Doczekał się z nią 9 dzieci: synów: Eugeniusza (1820–1881), Izydora (1833–1903), Henryka (1824–1851), Włodzimierza (1830–1846), Stefana Bogusława (1821–1911), Aleksandra (1823–1871) oraz Jana (1835–1879) i dwóch córek: Emilii (1830–1879) oraz Jadwigi (1942–1926).
W grudniu 1834 Kazimierz Janota-Bzowski zakupił od tzw. Ekonomii Niepołomskiej (jednostka gospodarcza Skarbu Cesarstwa Austrii, zarządzająca czasowo skonfiskowanymi majątkami w tej części Galicji) za 31 250 złotych polskich część byłej królewszczyzny lipnickiej (dawnego lipnickiego starostwa niegrodowego), a mianowicie: Lipnicę Dolną wraz z sołectwem, Lipnicę Górną, Królówkę oraz niewielki teren w Lipnicy Murowanej.
Po zakupie dóbr lipnickich zamieszkał z rodziną we wzniesionym przez siebie w latach 1830–1835 dworze, znanym dziś jako Dwór Ledóchowskich, usytuowanym w Lipnicy Dolnej, przy granicy z Lipnicą Murowaną. Dom Bzowskich oddziaływał na całą okolicę patriotyzmem, a godziwe traktowanie poddanych zjednało właścicielowi majątku szacunek i oddanie. Na potwierdzenie tego przytacza się fakt, że w czasie rabacji chłopskiej w 1846 r. mieszczanie lipniccy bronili majątku Bzowskich przed atakiem chłopskich grup, co było wówczas wyjątkowym zdarzeniem. Tym niemniej w okresie tych rozruchów zostali zamordowani syn Bzowskiego – Włodzimierz oraz ekonom w jego majątku Zaręba, a sam dwór ucierpiał od pożaru.
Na krótko przed swoją śmiercią Kazimierz Bzowski przekazał majątek lipnicki synowi Izydorowi, a sam przeniósł się do Krakowa. Po śmierci, zgodnie ze swoim ostatnim życzeniem, został pochowany obok ojca na tzw. „Kamyku” w Będkowicach. Na utrzymanie kopca w testamencie przeznaczył 2000 złotych polskich, co stanowiło wówczas równowartość ok. 300 srebrnych rubli.